# Deaflympics
Deaflympics (tidligere kaldt the Silent Games, World Games for the Deaf og International Games for the Deaf) er en sportsbegivenhed arrangeret af CISS (også kaldet ICSD) og godkendt af IOC som havende olympisk status, en sportsbegivenhed hvor døve atleter konkurrerer på eliteplan. Arrangementet har været afholdt siden 1924, og København har været værtsby to gange, nemlig i 1949 og igen i 1997. 

## Sportsgrene

### Sommer
- Atletik
- Badminton
- Basketball
- Beachvolley
- Bordtennis
- Bowling
- Fodbold
- Fribrydning
- Græsk-romersk brydning
- Judo
- Karate
- Landevejscykling
- Mountainbike
- Orienteringsløb
- Skydning
- Svømning
- Taekwondo
- Tennis
- Volleyball

### Vinter
- Alpin skisport
- Curling
- Ishockey
- Langrend
- Snowboard